# Euxoa costanigra
Euxoa costanigra är en fjärilsart som beskrevs av Tutt 1892. Euxoa costanigra ingår i släktet Euxoa och familjen nattflyn. Inga underarter finns listade i Catalogue of Life.